# Adrienne Ellis
 (janvier 2022).
Si vous disposez d'ouvrages ou d'articles de référence ou si vous connaissez des sites web de qualité traitant du thème abordé ici, merci de compléter l'article en donnant les références utiles à sa vérifiabilité et en les liant à la section « Notes et références ».
Adrienne Ellis (parfois créditée sous le nom de Adrianne Ellis) (née le 8 mars 1941 au Canada) est une actrice canado-américaine. Elle est la mère de l'actrice Laurie Holden. Elle est décédée le 6 décembre 2019 à Vancouver au Canada.

## Biographie
Née au Canada, Adrienne Ellis a ensuite grandi en Californie. Elle a étudié la comédie à l'UCLA de Los Angeles, où elle a joué dans plusieurs pièces de théâtre ainsi que dans un film d'étudiants réalisé par Francis Ford Coppola. Elle commence sa carrière en 1960, apparaissant dans diverses séries télévisées telles que Suspicion, Le Virginien ou Perry Mason. Pendant les années 1960, elle vit au Hollywood Studio Club. 
Elle a également été mariée à l'acteur Glen Corbett (né Larry Holden, fils de l'actrice Gloria Holden) de 1966 à 1975. 
Adrienne Ellis est la mère de Laurie Holden (qui effectue à son tour une carrière d'actrice, jouant notamment dans X-Files, Silent Hill, The Mist et The Walking Dead), et de Christopher Holden (assistant réalisateur). Après son divorce d'avec Glen Corbett en 1975, Adrienne Ellis s'est remariée avec le réalisateur anglais Michael Anderson (L'Âge de cristal). Elle se consacre par la suite essentiellement au théâtre et à sa famille. Elle a notamment produit une pièce de théâtre, The Servant, mettant en scène Eric McCormick et Keir Dullea.

## Filmographie
- 1960 : Dan Raven (série télévisée) (épisode Buy a Nigthmare) : Shirley
- 1961 : The Detectives (série télévisée) (épisode Quiet Night) : Ruth
- 1961 : The Donna Reed Show (série télévisée) (épisode Military School) : Claudette
- 1961 : The Gertrude Berg Show (2 épisodes) : Laurie
- 1962 : Straightaway (en) (série télévisée) (épisode A Moment in the Sun) : Jennifer
- 1962 : Target : The Corruptors (série télévisée) (épisode Play It Blue) : Glory Anders
- 1962 : The Dick Powell Show (en) (série télévisée) (épisode 330 Independence S.W.) : Connie
- 1964 : Les Nouveaux Internes (The New Interns) : L'infirmière
- 1965 : Billie (en)
- 1965 : Suspicion (série télévisée) (épisode Thanatos Palace Hotel) : La jeune femme
- 1965 : Le Virginien (série télévisée) (épisode Legend for a Lawman) : Nora Buckman
- 1965 : Perry Mason (série télévisée) (épisode The Case of Cheating Chancellor)  : Myra Finlay
- 1965 - 1966 : Morning Star (série télévisée) : Jan Elliott
- 1983 : The Accident: Gloria
- 1994 : Rugged Gold : (coproductrice)
- 2008 : The Next Gift : La vendeuse de l'épicerie
- 2013 :  Major Crimes (série télévisée) (épisode Pick your Poison)  : Irina Pushkin